# Der moralische Virologe
Der moralische Virologe (im Original The Moral Virologist) ist eine Science-Fiction-Kurzgeschichte des australischen Schriftstellers Greg Egan, zuerst veröffentlicht im Pulphouse Magazine im Sommer 1990 und in Best of Pulphouse im Jahr 1991 sowie ebenfalls erschienen in der Sammlung Axiomatic aus Kurzgeschichten von Greg Egan aus dem Jahr 1995. Eine deutsche Übersetzung erschien in der Anthologie „Die schwarze Grippe“ im Jahr 2021. Die Kurzgeschichte wurde ebenfalls in verschiedene andere Sprachen übersetzt, darunter Französisch, Italienisch, Chinesisch, Japanisch und Koreanisch.

## Handlung
John Shawcross ist ein christlicher Fundamentalist und enttäuscht darüber, dass geschützter Geschlechtsverkehr inzwischen die weitere Verbreitung von AIDS verhindert, welches seiner Ansicht nach Gottes Strafe für sexuelle Unsittlichkeit ist. Daher schlägt er eine Laufbahn als Virologe ein mit den Ziel ein völlig neuartiges Virus für diesen Zweck zu erschaffen. Sein neues Virus entwickelt sich in vier Stufen durch die Einbettung der RNA des Wirtes in die eigene, was zudem eine universelle Impfung verhindert. Der Wirt wird getötet, sobald dessen Virus einen neuen Sexualpartner oder einen homosexuellen Akt detektieren. Nur homosexueller Inzest zwischen eineiigen Zwillingen bleibt unbestraft. John Shawcross verbreitet das Virus und kehrt nach Hause zurück, wo er eine Prostituierte durch die Wahrheit retten will. Sie fragt ihn, was mit der fälschlichen Detektion von Babys durch das Virus passiert. John Shawcross lacht erst, da er dies berücksichtigt hat, doch bemerkt dann, dass Stillen mehr als einen Monat nach der Geburt weiterhin ein Schlupfloch ist. Von einer Welle des Glaubens gepackt, geht er, um die sündenden Mütter zu bekehren.

## Hintergrund
Greg Egan beschrieb die Intention hinter der Kurzgeschichte als eine direkte Antwort an religiöse Fundamentalisten, die davon schwätzen, wie AIDS nur Gottes Instrument sei („a fairly direct response to religious fundamentalists blathering on about AIDS being God's instrument“).

## Kritik
Rich Horton von der SF Site bezeichnet die Kurzgeschichte als „teilweise erinnerungswürdig“ („particularly memorable“), während Jonathan Strahan sie als „herausstechend“ („standout“) beschreibt.
Karen Burnham schreibt in der New York Review of Science Fiction, dass John Shawcross „cartoonartig“ („cartoonish“) sei, und schreibt in ihrer Biographie von Greg Egan aus dem Jahr 2014, dass es eine „heftige Kritik“ („heavy-handed critique“) und „offensichtlich gekünstelt“ („obviously contrived“) sei, wobei „der Autor den Daumen auf den Skalen habe“  („the author's thumb on the scales“) habe.